# Adrián Vallés Escortell
Adrián Vallés Escortell   (Teulada, 3 de juny de 1986) és un pilot d'automobilisme valencià.